# Justified (álbum)
Justified é o álbum de estreia do artista norte-americano Justin Timberlake, lançado em 4 de novembro de 2002 pela Jive Records. Foi gravado em vários estúdios dos Estados Unidos durante as pausas do grupo a qual ele pertencia, 'N Sync. Para o registro, o cantor tentou adotar uma imagem mais R&B, oposta dos trabalhos de música pop do grupo. A maior parte do disco foi produzido por The Neptunes, com colaborações adicionais de Brian McKnight, Scott Storch, Timbaland e The Underdogs. Conta com as participações de Janet Jackson e da dupla de hip-hop Clipse. Musicalmente, o disco é um álbum R&B influenciado por diversos gêneros, proeminente o dance-pop, funk e soul.
Justified recebeu em sua maioria revisões positivas da mídia especializada. Críticos elogiaram a madura progressão do material do cantor, enquanto alguns criticaram o conteúdo lírico. O disco recebeu quatro indicações ao Grammy Award e venceu na categoria Best Male Pop Vocal Performance por "Cry Me a River". Nos Estados Unidos, o álbum alcançou a segunda posição da Billboard 200 vendendo 439 mil cópias na semana de lançamento. Situou-se na primeira colocação das tabelas musicais da Irlanda e do Reino Unido e ficou entre as dez primeiras posições da Austrália, da Bélgica, da Dinamarca, da Finlândia, da Nova Zelândia, da Noruega e dos Países Baixos.
Quatro canções foram lançadas como singles; "Like I Love You" atingiu o número onze da parada norte-americana Billboard Hot 100, enquanto "Cry Me a River", "Rock Your Body" e "Señorita" ficaram entre as dez primeiras posições da mesma tabela. "Cry Me a River", "Rock Your Body" e "Señorita" alcançaram a segunda posição do Reino Unido através da UK Singles Chart e alinharam-se entre as dez mais comercializadas na Austrália, na Bélgica, na Irlanda e nos Países Baixos. Para promover o disco, Timberlake se apresentou em programas televisivos e embarcou nas digressões Justified World Tour e Justified and Stripped Tour; nesta última acompanhado com a compatriota Christina Aguilera.

## Recepção crítica
| Críticas profissionais | Críticas profissionais |
| Pontuações agregadas   | Pontuações agregadas   |
| Fonte                  | Avaliação              |
| ---------------------- | ---------------------- |
| Metacritic             | (68/100)               |
| Avaliações da crítica  |                        |
| Fonte                  | Avaliação              |
| AllMusic               | [ 2 ]                  |
| BBC Music              | favorável              |
| Robert Christgau       | A-                     |
| Entertainment Weekly   | B                      |
| The Guardian           | [ 6 ]                  |
| NME                    | 6/10                   |
| Rolling Stone          | [ 8 ]                  |
| Slant Magazine         | [ 9 ]                  |
| Stylus Magazine        | B+                     |
| The Village Voice      | favorável              |

O portal Metacritic, com base em catorze resenhas recolhidas, concedeu ao Justified uma média de sessenta e oito pontos de uma escala que vai até cem, indicando "análises geralmente favoráveis". Ben Ratliff da Rolling Stone classificou o álbum com quatro estrelas de cinco, elogiando a produção de The Neptunes, e observando que "Like I Love You" e "Cry Me a River" são faixas excelentes. Ratliff também comentou que Justin Timberlake, com sucesso, "saltou sobre o canhão" à idade adulta. Sal Cinquemani, da Slant Magazine, deu ao álbum três estrelas e meia ao disco, afirmando que Timberlake insere-se ao The Neptunes "tão bem que ele praticamente abandona sua personalidade para o super-duo — ele poderia muito bem ser o terceiro membro do  N.E.R.D." Cinquemani notou semelhanças entre Justified e os trabalhos do músico Michael Jackson, dizendo que o disco deveria ter sido o décimo álbum de estúdio de Jackson, Invincible (2001).
Em 2003, Justified venceu a categoria Favorite Pop/Rock Album no American Music Awards e no ano seguinte venceu a categoria Best International Album no Brit Awards. O álbum e suas canções também receberam quatro nomeações para os Grammy Awards, sendo uma em 2003 e três em 2004. O álbum em si foi indicado na categoria de Album of the Year e venceu na de Best Pop Vocal Album. No mesmo ano, "Cry Me A River" venceu o troféu de Best Male Pop Vocal Performance, sendo que "Like I Love You" já havia sido indicada em Best Rap/Sung Collaboration na premiação de 2003.

## Divulgação

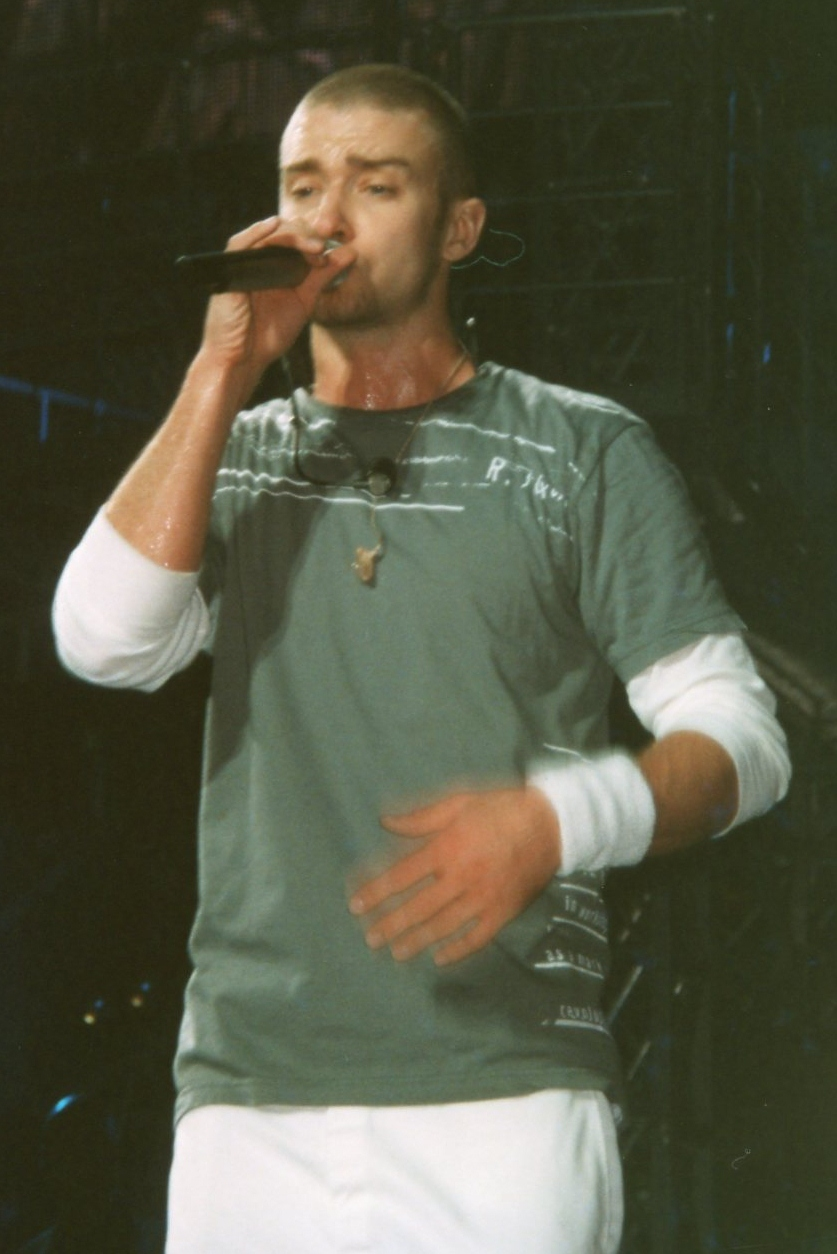
Timberlake se apresentando na Justified World Tour, em 2003.

A divulgação de Justified iniciou em 9 de dezembro de 2002 na premiação Billboard Music Awards que aconteceu no MGM Grand Garden Arena em Las Vegas, na qual Timberlake cantou "Cry Me A River" acompanhando por uma seção de corda e um coro de 20 membros. A faixa também foi apresentada em um concerto promocional realizado no House of Blues em West Hollywood, Califórnia em 17 de junho de 2003. Em outubro seguinte, o cantor apresentou a canção "Señorita" no programa televisivo Saturday Night Live, onde atuou como anfitrião e convidado. Em 1 de fevereiro de 2004, o artista interpretou "Rock Your Body" no show de intervalo do Super Bowl XXXVIII com a cantora de R&B Janet Jackson.  O desempenho foi caracterizado por movimentos sugestivos de ambos artistas, e quando Timberlake cantava o trecho final da canção, "Eu vou ter você nua até o fim dessa canção", ele puxou o traje de Jackson, revelando seu seio direito ao vivo na televisão para mais de 143 milhões de telespectadores. O artista se distanciou do escândalo, enquanto Jackson enfrentou muitas críticas. Mais tarde, ele comentou que "a América é mais severa às mulheres... [e] injustamente dura sobre as pessoas étnicas."
Timberlake realizou uma digressão conjunta na America do Norte, com Christina Aguilera, intitulada Justified and Stripped Tour para divulgação do Justified e do álbum da cantora, Stripped (2002). Os gerenciadores de ambos artistas sugeriram que eles fizessem uma turnê conjunta. Timberlake concordou com a sugestão, dizendo que "Seria divertido estar em turnê com alguém que é tão talentosa." Além do mais, o raciocínio de Timberlake para excursionar com Aguilera foi devido ambos os cantores desejarem "quebrar o molde de como as pessoas olham para o pop adolescente e mover para uma direção diferente." Para turnê, Timberlake contou com o apoio de oito bailarinos e uma banda treze pessoas, que incluía quatro backing vocals, três trompistas e um disc jockey (DJ). Os 45 concertos ocorreram entre 4 de junho e 2 de setembro de 2003 e contou com Black Eyed Peas como ato de abertura. As apresentações de Timberlake foram elogiadas pela crítica. Robert Hilburn do Los Angeles Times considerou o artista "nascido para o palco (com) os instintos mais experientes para montar um show que funciona. Ao invés de tornar-se o centro constante da atenção ele estava confortável o suficiente, às vezes simplesmente para ser parte de um conjunto talentoso". Já Ben Wener, do The Orange Country Register, desaprovou o espetáculo apresentado por Timberake, afirmando que Christina é simplesmente uma artista mais equilibrada. Darryl Morder do The Hollywood Reporter não se impressionou com o espetáculo e afirmou que a voz de Timberlake é "chorona e fina". A digressão faturou 45,8 milhões de dólares.
Em setembro de 2003, a McDonald's anunciou o artista como um novo porta-voz de sua campanha "I'm Lovin' It". Timberlake gravou "I'm Lovin' It", a ser usada nos anúncios da franquia, posteriormente foi ampliada e lançada como single. Logo depois, a McDonald's anunciou que iria patrocinar uma digressão de Timberlake, depois da sua turnê norte-americana de sucesso com Christina Aguilera, intitulada Justified World Tour. Timberlake afirmou "Eu amo o que a McDonald's está fazendo com a nova campanha "I'm Lovin' It" e é legal fazer parte dela [...] Nós compartilhamos a mesma multidão — pessoas que gostam de se divertir — e é isso que esta nova parceria e minha turnê europeia tem tudo a ver."

## Singles

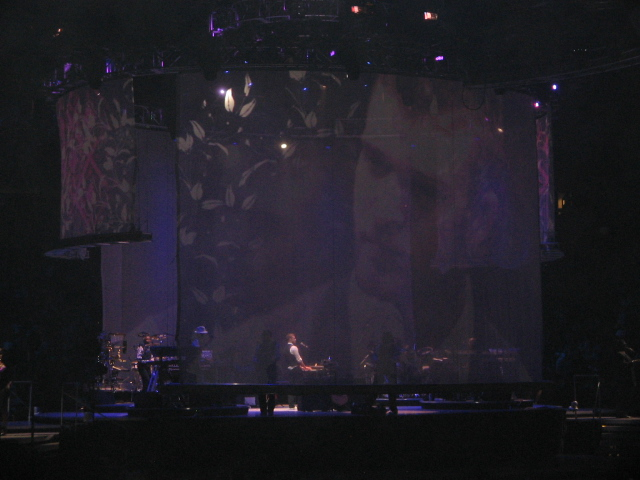
Justin Timberlake apresentando "Señorita", quarto single do álbum, na FutureSex/LoveShow, em 2007.

"Like I Love You", com participação da dupla de hip-hop Clipse, foi lançada como primeiro single do disco em 14 de outubro de 2002 na Alemanha e nos Estados Unidos no formato CD single. Seu vídeo musical correspondente foi dirigido pela diretora Diane Martel. A canção listou-se entre az dez primeiras posições das tabelas musicais da Austrália, Bélgica (Flandres), Dinamarca, Irlanda, Nova Zelândia, Noruega, do Reino Unido e dos Países Baixos. Nos Estados Unidos, a obra alcançou o número onze da Billboard Hot 100. "Like I Love You" foi indicada ao Grammy Awards de 2003 por Best Rap/Sung Collaboration, mas acabou perdendo para "Dilemma" de Nelly e Kelly Rowland. "Cry Me A River",  foi a segunda faixa de trabalho extraída do disco, sendo enviada para as áreas radiofônicas contemporary hit radio e rhythmic contemporary em 25 de novembro de 2002. A gravação audiovisual foi dirigido por Francis Lawrence e foi gravado em Malibu, Califórnia. Tematizando a vingança por uma traição, o vídeo mostra Timberlake invadindo e espiando a casa da sua ex-namorada com uma nova garota. O vídeo venceu a categoria Best Video Male no Video Music Awards de 2003. A faixa também venceu a categoria Best Male Pop Vocal Performance no Grammy Awards de 2004. A canção alcançou as dez primeiras colocações das tabelas musicais de doze nações, incluindo a UK Singles Chart do Reino Unido e a Billboard Hot 100 dos Estados Unidos. Mais tarde, a faixa foi autenticada como disco de ouro pela Australian Recording Industry Association (ARIA) e como disco de prata pela Syndicat National de l'Édition Phonographique (SNEP).
Escolhida para dar continuidade à divulgação de Justified, "Rock Your Body" foi adicionada às listas de rádios norte-americanas em 8 de abril de 2003. Mais tarde, foi disponibilizado um CD single contendo além da versão original, 3 remixes. Seu vídeo musical acompanhante foi dirigido por Francis Lawrence, e apresenta o artista dentro de um cubo preto iluminado desempenhando uma coreografia com 6 dançarinos e dançando sensualmente com uma garota. No final da trama, é possível ver várias cópias do artista apresentado os mesmos movimentos. Situando-se na primeira posição da Austrália, "Rock Your Body" alcançou as dez primeiras posições de outras nove nações, incluindo os Estados Unidos e a Nova Zelândia; nestes dois países a música foi autenticada como disco de ouro pela Recorded Music NZ (RIANZ) e pela Recording Industry Association of America (RIAA). Lançado como quarto e último single do disco, "Señorita" teve um desempenho moderado nas tabelas musicais, conseguindo constatar entre os dez primeiros postos da Austrália e Nova Zelândia. Também posicionou-se entre os quarenta mais vendidos em nações como Estados Unidos, Reino Unido, Canadá, Irlanda e Itália. O vídeo dirigido por Paul Hunter, mostra o intérprete dançando com duas garotas e cantando para o público presente em um bar.

## Lista de faixas
| Justified – Edição padrão |                                                       |                                               |                      |         |  |
| N.º                       | Título                                                | Compositor(es)                                | Produtor(es)         | Duração |  |
| 1.                        | "Señorita"                                            | Justin Timberlake Chad Hugo Pharrell Williams | The Neptunes         | 4:55    |  |
| 2.                        | "Like I Love You" (part. de Clipse)                   | Timberlake Hugo Williams                      | The Neptunes         | 4:44    |  |
| 3.                        | "(Oh No) What You Got"                                | Timberlake Timothy Mosley Scott Storch        | Timbaland Storch [a] | 4:31    |  |
| 4.                        | "Take It from Here"                                   | Timberlake Hugo Williams                      | The Neptunes         | 6:14    |  |
| 5.                        | "Cry Me a River"                                      | Timberlake Mosley Storch                      | Timbaland Storch [a] | 4:48    |  |
| 6.                        | "Rock Your Body"                                      | Timberlake Hugo Williams                      | The Neptunes         | 4:27    |  |
| 7.                        | "Nothin' Else"                                        | Timberlake Hugo Williams                      | The Neptunes         | 4:59    |  |
| 8.                        | "Last Night"                                          | Timberlake Hugo Williams                      | The Neptunes         | 4:47    |  |
| 9.                        | "Still on My Brain"                                   | Timberlake Harvey Mason, Jr. Damon Thomas     | The Underdogs        | 4:36    |  |
| 10.                       | "(And She Said) Take Me Now" (part. de Janet Jackson) | Timberlake Mosley Storch                      | Timbaland Storch [a] | 5:31    |  |
| 11.                       | "Right for Me" (part. de Bubba Sparxxx)               | Timberlake Mosley Warren Mathis               | Timbaland Storch [a] | 4:30    |  |
| 12.                       | "Let's Take a Ride"                                   | Timberlake Hugo Williams                      | The Neptunes         | 4:44    |  |
| 13.                       | "Never Again"                                         | Timberlake Brian McKnight                     | McKnight             | 4:35    |  |
| Duração total:            | Duração total:                                        | Duração total:                                | Duração total:       | 63:15   |  |

| Justified – Edição britânica, australiana e japonesa (faixa bônus) |                |                                                                 |                                                |         |  |
| N.º                                                                | Título         | Compositor(es)                                                  | Produtor(es)                                   | Duração |  |
| 14.                                                                | "Worthy Of"    | Timberlake Carvin Haggins Ivan Barias Frank Romano Valvin Roane | Ivan "Orthodox" Barias Carvin "Ransum" Haggins | 4:10    |  |
| Duração total:                                                     | Duração total: | Duração total:                                                  | Duração total:                                 | 67:25   |  |

Notas
- ↑a  denota um co-produtor

## Créditos
Lista-se abaixo os profissionais envolvidos na elaboração de Justified, de acordo com o encarte do álbum:
| - Justin Timberlake: vocal principal, vocais de apoio, composição, arranjamentos - Marsha Ambrosius: vocais de apoio - Damen Bennett: flauta - David Betancourt: assistente de engenharia - Bubba Sparxxx: vocal participante - Clipse: vocal participante - Andrew Coleman: engenharia - Vidal Davis: percussão - Eddie DeLena: engenharia - Jimmy Douglass: mixagem - Nathan East: baixo - Omar Edwards: teclado - Serban Ghenea: mixagem - Larry Gold: regência, arranjamentos, - Dabling Harward: engenharia - Chad Hugo: produção, instrumentos - Janet Jackson: vocal participante - Bernard Kenny: guitarra - Steve Klein: fotografia - David Lipman: diretor criativo - Vanessa Marquez: vocais de apoio - Carlos "Storm" Martinez: assistente de engenharia - Harvey Mason, Jr: produção - George "Spanky" McCurdy: bateria - Brian McKnight: produção, arranjamento, instrumentos | - Bill Meyers: regência, arranjamento - Steve Penny: engenharia - Dave Pensado: mixagem - Bill Pettaway: guitarra - Arianne Phillips: estilista - Herb Powers: masterização - Jimmy Randolph: edição digital, edição vocal - Tim Roberts: assistente de engenharia - Senator Jimmy D: engenharia - Mary Ann Souza: assistente de engenharia - Steamy: assistente de engenharia - Scott Storch: clavinet, produção, coordenação - Damon Thomas: produção - Timothy Mosley: vocais, vocais de apoio, produção, mixagem - Thaddeus T. Tribbett: baixo - Tye Tribbett & G.A.: vocais de apoio - Charles Veal: corda - Tommy Vicari: engenharia - Marla Weinhoff: cenografia - Pharrell Williams: vocais, produção, arranjamentos, instrumentos - Ethan Willoughby: assistente de engenharia - Chris Wood: engenharia - Benjamin Wright: regência, arranjamentos - Paul James: cabeleireiro |

## Desempenho nas tabelas musicais
Justified estreou na segunda posição da parada norte-americana Billboard 200, vendendo 439 mil cópias. O disco estava previsto para estrear no cume sucedendo a trilha sonora 8 Mile, mas esta acabou tendo as vendas impulsionadas pelo single de avanço "Lose Yourself" de Eminem e registrou 507 mil réplicas comercializadas. Na semana seguinte, o álbum vendeu 188,770 cópias e caiu duas posições. Em sua terceira semana, o trabalho vendeu 110 mil cópias e alinhou-se entre as dez primeiras posições. Passando 72 semanas na tabela musical, o disco vendeu 3,5 milhões de cópias nos Estados Unidos e foi autenticado como platina quádrupla pela Recording Industry Association of America (RIAA). Também ocupou a segunda posição da tabela genérica Top R&B/Hip-Hop Albums. Justified apareceu nas tabelas de fim-de-ano de ambos gráficos em 2003, ficando nos número 11 e 26 na Billboard 200 e na Top R&B/Hip-Hop Albums, respectivamente. No Canadá, o álbum acabou por debutar em seu pico de número três, através da Canadian Albums Chart. Mais tarde, o trabalho acabou por ser certificado como dupla platina pela Music Canada (MC).
Internacionalmente, Justified desempenhou-se moderadamente nas tabelas musicais. Ficou na nona posição na Austrália e foi autenticado como dupla platina pela Australian Recording Industry Association (ARIA), por vendas superiores a 140 mil cópias. Na Nova Zelândia, o álbum situou-se na quinta colocação e foi certificado como platina pela Recording Industry Association of New Zealand (RIANZ), por vendas superiores a 15 mil cópias. Alcançou a quarta posição na Dinamarca e nos Países Baixos, acumulando, respectivamente, quarenta e 72 duas semanas nas paradas destes países. O disco também alcançou a primeira posição da tabela musical irlandesa Irish Albums Chart e ficou entre as dez primeiras posições da Bélgica, Noruega e Finlândia. O álbum também culminou nas tabelas da Alemanha, Áustria, França, Itália, Suécia e Suíça. No Reino Unido, Justified estreou no número seis da UK Albums Chart; eventualmente veio a conquistar a primeira posição e passou no total sete semanas não consecutivas no cume. No total, o álbum passou 84 semanas no gráfico e foi certificado como platina sêxtupla pela British Phonographic Industry (BPI), por mais de 1,8 milhões de cópias exportadas.
| Tabela musical (2002)                     | Melhor posição |
| ----------------------------------------- | -------------- |
| Alemanha (Media Control Charts)           | 11             |
| Austrália (Australian Albums Chart)       | 9              |
| Áustria (Austrian Albums Chart)           | 33             |
| Bélgica (Belgium Albums Chart) (Flanders) | 10             |
| Bélgica (Belgium Albums Chart) (Wallonia) | 8              |
| Canadá (Canadian Albums Chart)            | 3              |
| Dinamarca (Danish Albums Chart)           | 4              |
| Finlândia (Finnish Albums Chart)          | 7              |
| Estados Unidos (Billboard 200)            | 2              |
| Estados Unidos (Top R&B/Hip-Hop Albums)   | 2              |
| França (French Albums Chart)              | 30             |
| Irlanda (Irish Albums Chart)              | 1              |
| Itália (Italian Albums Chart)             | 22             |
| Nova Zelândia (New Zealand Albums Chart)  | 5              |
| Noruega (VG-lista)                        | 9              |
| Países Baixos (Dutch Albums Chart)        | 4              |
| Suécia (Sverigetopplistan)                | 21             |
| Suíça (Swiss Albums Chart)                | 22             |
| Reino Unido (UK Albums Chart)             | 1              |

| Tabela musical (2002)                             | Posição |
| ------------------------------------------------- | ------- |
| Estados Unidos (Billboard 200)                    | 119     |
| Tabela (2003)                                     | Posição |
| Austrália (Australian Albums Chart)               | 20      |
| Bélgica (Belgian Albums Chart) (Flanders)         | 21      |
| Bélgica (Belgian Albums Chart) (Wallonia)         | 30      |
| Países Baixos (Dutch Albums Chart)                | 10      |
| Irlanda (Irish Albums Chart)                      | 3       |
| Suíça (Swiss Albums Chart)                        | 31      |
| Estados Unidos (Billboard 200)                    | 11      |
| Estados Unidos (Billboard Top R&B/Hip-Hop Albums) | 26      |

| País           | Provedor     | Certificação |
| -------------- | ------------ | ------------ |
| Alemanha       | BVMI         | Platina      |
| Austrália      | ARIA         | 2× Platina   |
| Áustria        | IFPI Áustria | Ouro         |
| Canadá         | Music Canada | 2× Platina   |
| Estados Unidos | RIAA         | 4× Platina   |
| Nova Zelândia  | RMNZ         | Platina      |
| Reino Unido    | BPI          | 6× Platina   |
| Suécia         | GFL          | Platina      |
| Suíça          | IFPI Schweiz | Platina      |

## Histórico de lançamento
| País           | Data                   | Formato        | Editora discográfica | Editições(s) |
| -------------- | ---------------------- | -------------- | -------------------- | ------------ |
| Reino Unido    | 4 de novembro de 2002  | CD             | RCA                  | Standard     |
| Canadá         | 5 de novembro de 2002  | CD             | Sony                 | Standard     |
| Estados Unidos | 5 de novembro de 2002  | Cassette CD    | Jive                 | Standard     |
| Estados Unidos | 19 de novembro de 2002 | LP             | Jive                 | Standard     |
| Japão          | 7 de novembro de 2002  | Cassette CD LP | Zomba                | Standard     |
| Alemanha       | 30 de junho de 2003    | CD             | Sony                 | Standard     |